# John Henry Mackay
John Henry Mackay, född den 6 februari 1864 i Greenock, död den 16 maj 1933 i Stahnsdorf, var en skotsk-tysk diktare, romanförfattare och individualanarkist.
Mackay var från mitten av 1880-talet vid sidan av Karl Henckell den mest framträdande representanten för modern radikal-social och politiserande lyrik och började omkring 1890 driva propaganda för Max Stirner, vars individualanarkism han klargjorde i Max Stirner: Sein Leben und sein Werk (1898, ny upplaga 1910), dels lade till grundval för hela sitt följande skönlitterära författarskap, speciellt romanerna Die Anarchisten (1891; på svenska Anarkisterna, 1910) och Der Schwimmer (1901). Mackay skrev flera böcker om homosexuell kärlek såsom serien Die Bücher der namenlosen Liebe ("Böcker av namnlös kärlek") mellan 1905 och 1913 samt boken om Berlins pojkbarer, Der Puppenjunge (1926).
Med influenser från den amerikanska anarkistiska traditionen och med vänskapen med Benjamin Tucker överges den våldsammare delen av anarkismen för en pacifistisk väg. Mackay skrev också i tidskriften Liberty.